# Sołtykowie herbu własnego

Herb własny Sołtyków

Sołtykowie – polski ród szlachecki herbu własnego (herbu Sołtyk), pochodzący z Prus Królewskich Posiadali także tytuły arystokratyczne.

## Przedstawiciele
- Bazyli Sołtyk - podczaszy czernihowski
- Franciszek Salezy Maciej Stanisław Sołtyk (1783–1865) senator kasztelan Król. Pol., skrzypek amator
- Jan Kanty Sołtyk – stolnik sandomierski
- Józef Franciszek Sołtyk (zm. 1735) kasztelan bełski, potem lubelski
- Józef Sołtyk (ok. 1715–1780) miecznik sandomierski
- Józef Sołtyk (zm. 1803) kasztelan małogoski, potem zawichojski
- Kajetan Ignacy Sołtyk (1715–1788) biskup krakowski, zesłaniec
- Karol Sołtyk (1791–1831) skrzypek, kompozytor
- Maciej Aleksander Sołtyk (1679–1749), biskup sufragan chełmiński
- Maciej Sołtyk (zm. 1780) kasztelan warszawski
- Maciej Sołtyk, wojewoda sandomierski
- Maciej Kajetan Sołtyk (zm. 1804) kanonik krakowski, sekretarz w. kor.
- Michał Aleksander Sołtyk (zm. 1766) kasztelan sandomierski
- Michał Sołtyk (zm. 1814) – ksiądz, referendarz kor., kolekcjoner, pisarz, działacz gospodarczy
- Mikołaj Aleksander Sołtyk (zm. 1746) kasztelan przemyski
- Roman Sołtyk (1790–1843) oficer napoleoński, poseł na sejm Król. Pol., generał brygady artylerii WP, emigrant
- Roman Sołtyk (generał austriacki) (1820/1822–1873) austriacki generał-major
- Stanisław Sołtyk (1752–1833) podstoli kor., senator Król. Pol.
- Tomasz Sołtyk (zm. 1773) woj. łęczycki
- Tomasz Sołtyk (zm. 1808) kasztelan zawichojski, potem wiślicki.